# Gonzalo Gavira
Gonzalo Gavira (ur. 31 października 1925, zm. 9 stycznia 2005 w mieście Meksyk), filmowiec meksykański, specjalista efektów dźwiękowych.
Pracował m.in. w zespole dźwiękowym filmu Egzorcysta (1973). Dźwięk w tym filmie został wyróżniony Oscarem (nagrodę odebrali Robert Knudson i Chris Newman).
Gavira brał udział także w produkcji m.in. takich filmów, jak Płonący wieżowiec i Dobry, zły i brzydki.